# 荒木大吾
荒木 大吾（あらき だいご、1994年2月17日 - ）は、千葉県出身のプロサッカー選手。Jリーグ・FC岐阜所属。ポジションはMF。

## 来歴
柏レイソルの下部組織出身。同期に山中亮輔、鈴木達也、杉田祐希也などがいる。2009年にU-15日本代表へ選出された。2012年に青山学院大学へ進学。1年時から試合出場を続け、4年時は副将を務めた。4年時の2015年は右足首の故障で4月から8月までプレーができなかったものの、関東大学サッカーリーグ2部で13試合に出場し7得点を決めている。
2015年11月13日、ジュビロ磐田への加入が内定。クラブ側によれば「タイプとしては浦和の武藤雄樹のような存在」とされている。2016年2月6日に行われたJリーグ・スカパー! ニューイヤーカップ鹿児島ラウンドの清水エスパルス戦では小川航基のゴールをアシストし、勝利に貢献した。同年3月23日に行われたヤマザキナビスコカップのヴィッセル神戸戦でプロデビューを果たした。2018年4月4日、ヤマハスタジアムで行われたルヴァンカップのヴァンフォーレ甲府戦において、プロ初ゴールを含む2得点で勝利に貢献した。
2019年12月25日、京都サンガF.C.に完全移籍により加入すると発表された。
2024年、FC岐阜に加入。

## 人物・エピソード
2016年4月6日、ナビスコカップのグループステージ第3節・ヴァンフォーレ甲府戦で後半34分に松井大輔と交代で出場するも、後半45分に大井健太郎と交代でベンチに退いた。それからほぼ2年後の2018年4月4日、ルヴァンカップのグループステージ第3節・ヴァンフォーレ甲府戦で後半19分に針谷岳晃と交代で出場し、後半41分に同点弾、後半48分に逆転弾を決めてチームの逆転勝利に大きく貢献した。

## 所属クラブ
- ヴィヴァイオ船橋
- 2006年 - 2008年 柏レイソルU-15
- 2009年 - 2011年 柏レイソルU-18
- 2012年 - 2015年 青山学院大学
- 2016年 - 2019年 ジュビロ磐田
- 2020年 - 2023年 京都サンガF.C.
- 2024年 - FC岐阜

## 個人成績
| 国内大会個人成績 | 国内大会個人成績 | 国内大会個人成績 | 国内大会個人成績 | 国内大会個人成績 | 国内大会個人成績 | 国内大会個人成績 | 国内大会個人成績 | 国内大会個人成績 | 国内大会個人成績 | 国内大会個人成績 | 国内大会個人成績 |
| 年度             | クラブ           | 背番号           | リーグ           | リーグ戦         | リーグ戦         | リーグ杯         | リーグ杯         | オープン杯       | オープン杯       | 期間通算         | 期間通算         |
| 年度             | クラブ           | 背番号           | リーグ           | 出場             | 得点             | 出場             | 得点             | 出場             | 得点             | 出場             | 得点             |
| 日本             | 日本             | 日本             | 日本             | リーグ戦         | リーグ戦         | リーグ杯         | リーグ杯         | 天皇杯           | 天皇杯           | 期間通算         | 期間通算         |
| ---------------- | ---------------- | ---------------- | ---------------- | ---------------- | ---------------- | ---------------- | ---------------- | ---------------- | ---------------- | ---------------- | ---------------- |
| 2011             | 柏U-18           | 11               | -                | -                | -                | -                | -                | 1                | 0                | 1                | 0                |
| 2016             | 磐田             | 27               | J1               | 1                | 0                | 2                | 0                | 3                | 0                | 6                | 0                |
| 2017             | 磐田             | 27               | J1               | 5                | 0                | 2                | 0                | 2                | 0                | 9                | 0                |
| 2018             | 磐田             | 27               | J1               | 16               | 0                | 7                | 2                | 4                | 1                | 27               | 3                |
| 2019             | 磐田             | 27               | J1               | 28               | 1                | 7                | 1                | 3                | 1                | 38               | 3                |
| 2020             | 京都             | 8                | J2               | 28               | 0                | -                | -                | -                | -                | 28               | 0                |
| 2021             | 京都             | 8                | J2               | 27               | 1                | -                | -                | 2                | 1                | 29               | 2                |
| 2022             | 京都             | 8                | J1               | 15               | 0                | 7                | 0                | 3                | 0                | 25               | 0                |
| 2023             | 京都             | 8                | J1               | 13               | 0                | 5                | 0                | 1                | 0                | 19               | 0                |
| 2024             | 岐阜             | 8                | J3               | 35               | 6                | 0                | 0                | 1                | 0                | 36               | 6                |
| 2025             | 岐阜             | 8                | J3               |                  |                  |                  |                  |                  |                  |                  |                  |
| 通算             | 日本             | 日本             | J1               | 78               | 1                | 30               | 3                | 16               | 2                | 124              | 6                |
| 通算             | 日本             | 日本             | J2               | 55               | 1                | -                | -                | 2                | 1                | 57               | 2                |
| 通算             | 日本             | 日本             | J3               | 35               | 6                | 0                | 0                | 1                | 0                | 36               | 6                |
| 通算             | 日本             | 日本             | 他               | -                | -                | -                | -                | 1                | 0                | 1                | 0                |
| 総通算           | 総通算           | 総通算           | 総通算           | 168              | 8                | 30               | 3                | 20               | 3                | 218              | 14               |

その他の公式戦
- 2018年
  - J1参入プレーオフ 1試合0得点

- 公式戦初出場 - 2016年3月23日 ヤマザキナビスコカップ第1節・対ヴィッセル神戸戦（ヤマハスタジアム）
- 公式戦初ゴール - 2018年4月4日 ルヴァンカップ第3節・対ヴァンフォーレ甲府戦（ヤマハスタジアム）

## 代表・選抜歴
- 2009年 U-15日本代表
- 2010年 千葉県国体選抜
- 2012年 全日本大学U-20選抜